# Alla Sjisjkina
Alla Anatoljevna Sjisjkina (ryska: Алла Анатольевна Шишкина), född den 2 augusti 1989 i Moskva i Sovjetunionen (nu Ryssland), är en rysk konstsimmare.

## Karriär
Sjisjkina tog OS-guld i lagtävlingen i konstsim i samband med de olympiska konstsimstävlingarna 2012 i London. Vid olympiska sommarspelen 2016 i Rio de Janeiro tog hon en guldmedalj i lagtävlingen i konstsim.
I augusti 2021 vid OS i Tokyo tog Sjisjkina sitt tredje raka OS-guld i lagtävlingen i konstsim tävlande för ryska olympiska kommitténs lag.